# Douzième circonscription de Paris de 1958 à 1986
Pour les articles homonymes, voir Douzième circonscription de Paris de 1988 à 2012 et Douzième circonscription de Paris depuis 2012.
De 1958 à 1986, la douzième circonscription législative de Paris recouvrait trois quartiers du 12e arrondissement de la capitale, la totalité des quartiers Quinze-Vingts et Bercy et une partie du quartier de Picpus (au sud du boulevard de Reuilly et de l'avenue Daumesnil). Cette délimitation s'est appliquée aux sept premières législatures de la Cinquième République française. De 1958 à 1967, elle se confond avec la 12e circonscription de la Seine.

## Députés élus
| Législature | Début de mandat | Fin de mandat  | Député élu            |  | Parti politique | Observations                                                                                |
| ----------- | --------------- | -------------- | --------------------- |  | --------------- | ------------------------------------------------------------------------------------------- |
| Ire         | 9 décembre 1958 | 9 octobre 1962 | Pierre-Louis Bourgoin |  | UNR             | mandat écourté à la suite d'une dissolution du général de Gaulle                            |
| IIe         | 6 décembre 1962 | 2 avril 1967   | Pierre-Louis Bourgoin |  | UNR-UDT         |                                                                                             |
| IIIe        | 3 avril 1967    | 30 mai 1968    | Pierre-Louis Bourgoin |  | UD-Ve           | mandat écourté à la suite d'une dissolution du général de Gaulle                            |
| IVe         | 11 juillet 1968 | 6 mai 1970     | Pierre-Louis Bourgoin |  | UDR             | démissionnaire                                                                              |
| IVe         | 15 juin 1970    | 2 avril 1973   | Pierre de Bénouville  |  | UDR             | élection partielle                                                                          |
| Ve          | 2 avril 1973    | 2 avril 1978   | Pierre de Bénouville  |  | RI              |                                                                                             |
| VIe         | 3 avril 1978    | 22 mai 1981    | Pierre de Bénouville  |  | app. RPR        | mandat écourté à la suite d'une dissolution de François Mitterrand                          |
| VIIe        | 2 juillet 1981  | 1er avril 1986 | Pierre de Bénouville  |  | app. RPR        | réélu le 17 janvier 1982 après l'annulation de son élection par le Conseil constitutionnel. |

En 1985, le président de la République François Mitterrand changea le mode de scrutin des députés en établissant le scrutin proportionnel par département. Le nombre de députés du département de Paris fut ramené de 31 à 21 et les circonscriptions furent supprimées au profit du département.

## Évolution de la circonscription
En 1986, cette circonscription a été scindée en deux parties : l'une d'elles a été fusionnée avec l'ancienne dixième circonscription pour former la nouvelle « septième circonscription », l'autre a rejoint la onzième circonscription pour former la nouvelle « huitième circonscription ».

### Élections de 1958
| Candidat       | Candidat                  | Parti          | Premier tour | Premier tour | Second tour | Second tour |  |
| Candidat       | Candidat                  | Parti          | Voix         | %            | Voix        | %           |  |
| -------------- | ------------------------- | -------------- | ------------ | ------------ | ----------- | ----------- |  |
|                | Pierre-Louis Bourgoin élu | UNR            | 15 008       | 38,41        | 24 633      | 65,3        |  |
|                | Maria Doriath             | PCF            | 9 055        | 23,17        | 10 672      | 24,33       |  |
|                | André Le Troquer          | SFIO           | 6 165        | 15,78        | Retrait     | Retrait     |  |
|                | Jean-Baptiste Susini      | CR             | 3 707        | 9,49         | Retrait     | Retrait     |  |
|                | Louis Fusari              | Divers (GO)    | 2 401        | 6,14         | 2 415       | 6,4         |  |
|                | Philippe Baillod          | Divers         | 2 070        | 5,3          | Retrait     | Retrait     |  |
|                | Yves Arlot                | UFF            | 671          | 1,72         |             |             |  |
|                |                           |                |              |              |             |             |  |
| Inscrits       | Inscrits                  | Inscrits       | 52 394       | 100,00       | 52 393      | 100,00      |  |
| Abstentions    | Abstentions               | Abstentions    | 12 288       | 23,45        | 13 821      | 26,38       |  |
| Votants        | Votants                   | Votants        | 40 106       | 76,55        | 38 572      | 73,62       |  |
| Blancs et nuls | Blancs et nuls            | Blancs et nuls | 1 029        | 2,57         | 852         | 2,21        |  |
| Exprimés       | Exprimés                  | Exprimés       | 39 077       | 97,43        | 37 720      | 97,79       |  |

André Planchet, directeur commercial, syndic du Conseil de Paris était le suppléant de Pierre-Louis Bourgoin.

### Élections de 1962
| Candidat       | Candidat                            | Parti          | Premier tour | Premier tour | Second tour | Second tour |  |
| Candidat       | Candidat                            | Parti          | Voix         | %            | Voix        | %           |  |
| -------------- | ----------------------------------- | -------------- | ------------ | ------------ | ----------- | ----------- |  |
|                | Pierre-Louis Bourgoin sortant réélu | UNR-UDT        | 12 929       | 40,98        | 17 852      | 58,58       |  |
|                | Maria Doriath                       | PCF            | 8 894        | 28,19        | 12 620      | 41,42       |  |
|                | Pierre Le Goff                      | SFIO           | 3 643        | 11,55        | Retrait     | Retrait     |  |
|                | Régis Vayron                        | CNIP           | 3 462        | 10,97        | Retrait     | Retrait     |  |
|                | Antoine Ramond                      | Modérés        | 1 998        | 6,33         | Retrait     | Retrait     |  |
|                | Pierre Armand                       | CR             | 627          | 1,99         |             |             |  |
|                |                                     |                |              |              |             |             |  |
| Inscrits       | Inscrits                            | Inscrits       | 48 932       | 100,00       | 48 933      | 100,00      |  |
| Abstentions    | Abstentions                         | Abstentions    | 16 587       | 33,9         | 16 398      | 33,51       |  |
| Votants        | Votants                             | Votants        | 32 345       | 66,1         | 32 535      | 66,49       |  |
| Blancs et nuls | Blancs et nuls                      | Blancs et nuls | 792          | 2,45         | 2 063       | 6,34        |  |
| Exprimés       | Exprimés                            | Exprimés       | 31 553       | 97,55        | 30 472      | 93,66       |  |

André Planchet était le suppléant de Pierre-Louis Bourgoin.

### Élections de 1967
| Candidat                         | Candidat                            | Parti          | Premier tour | Premier tour | Second tour | Second tour |  |
| Candidat                         | Candidat                            | Parti          | Voix         | %            | Voix        | %           |  |
| -------------------------------- | ----------------------------------- | -------------- | ------------ | ------------ | ----------- | ----------- |  |
|                                  | Pierre-Louis Bourgoin sortant réélu | UD-Ve          | 15 220       | 43,59        | 17 512      | 54,56       |  |
|                                  | Georges Heckli                      | PCF            | 8 902        | 25,49        | 14 584      | 45,44       |  |
|                                  | Marie-Thérèse Eyquem                | FGDS (CIR)     | 5 826        | 16,68        | Retrait     | Retrait     |  |
|                                  | Paul Pernin                         | CD (PDM)       | 4 970        | 14,23        | Retrait     | Retrait     |  |
|                                  |                                     |                |              |              |             |             |  |
| Inscrits                         | Inscrits                            | Inscrits       | 44 535       | 100,00       | 44 544      | 100,00      |  |
| Abstentions                      | Abstentions                         | Abstentions    | 8 914        | 20,02        | 10 756      | 24,15       |  |
| Votants                          | Votants                             | Votants        | 35 621       | 79,98        | 33 788      | 75,85       |  |
| Blancs et nuls                   | Blancs et nuls                      | Blancs et nuls | 703          | 1,97         | 1 692       | 5,01        |  |
| Exprimés                         | Exprimés                            | Exprimés       | 34 918       | 98,03        | 32 096      | 94,99       |  |
| Source : Data.gouv.fr et CEVIPOF |                                     |                |              |              |             |             |  |

André Planchet était le suppléant de Pierre-Louis Bourgoin.

### Élections de 1968
| Candidat                         | Candidat                            | Parti          | Premier tour | Premier tour | Second tour | Second tour |  |
| Candidat                         | Candidat                            | Parti          | Voix         | %            | Voix        | %           |  |
| -------------------------------- | ----------------------------------- | -------------- | ------------ | ------------ | ----------- | ----------- |  |
|                                  | Pierre-Louis Bourgoin sortant réélu | UDR (URP)      | 14 620       | 45,47        | 15 317      | 50,63       |  |
|                                  | Georges Heckli                      | PCF            | 6 710        | 20,87        | 9 612       | 31,77       |  |
|                                  | Pierre Gilbert                      | CD (PDM)       | 5 147        | 16,01        | 5 325       | 17,6        |  |
|                                  | Marie-Thérèse Eyquem                | FGDS (CIR)     | 3 104        | 9,65         |             |             |  |
|                                  | Philippe Simon                      | PSU            | 1 993        | 6,2          |             |             |  |
|                                  | André Dejoux                        | TD             | 408          | 1,27         |             |             |  |
|                                  | Georges Leskovac                    | Divers         | 171          | 0,53         |             |             |  |
|                                  |                                     |                |              |              |             |             |  |
| Inscrits                         | Inscrits                            | Inscrits       | 42 327       | 100,00       | 42 316      | 100,00      |  |
| Abstentions                      | Abstentions                         | Abstentions    | 9 882        | 23,35        | 11 789      | 27,86       |  |
| Votants                          | Votants                             | Votants        | 32 445       | 76,65        | 30 527      | 72,14       |  |
| Blancs et nuls                   | Blancs et nuls                      | Blancs et nuls | 292          | 0,9          | 273         | 0,89        |  |
| Exprimés                         | Exprimés                            | Exprimés       | 32 153       | 99,1         | 30 254      | 99,11       |  |
| Source : Data.gouv.fr et CEVIPOF |                                     |                |              |              |             |             |  |

André Planchet était le suppléant de Pierre-Louis Bourgoin.
Pierre-Louis Bourgoin démissionne le 6 mai 1970 et décède le 11 mai .

### Élection partielle du 8 et du 15 juin 1970
| Candidat | Candidat                 | Parti          | Premier tour | Premier tour | Second tour | Second tour |  |
| Candidat | Candidat                 | Parti          | Voix         | %            | Voix        | %           |  |
| --- | ------------------------ | -------------- | ------------ | ------------ | ----------- | ----------- |  |
| | Pierre de Bénouville élu | Sans étiquette | 9 184        | 46,53        | 10 706      | 56,32       |  |
| | Georges Heckli           | PCF            | 5 201        | 26,35        | 8 302       | 43,68       |  |
| | Claude Bessis            | CIR            | 1 905        | 9,65         |             |             |  |
| | Philippe Simon           | PSU            | 876          | 4,44         |             |             |  |
| | Alain Lombard            | CR             | 791          | 4,01         |             |             |  |
| | Jacqueline Rigaud        | ON             | 618          | 2,36         |             |             |  |
| | Bernard Fauliot          | Extrême droite | 600          | 3,13         |             |             |  |
| | Pascal Bicheron          | Divers gauche  | 517          | 2,62         |             |             |  |
| | Michel Olagnon           | MJR            | 50           | 0,25         |             |             |  |
| |                          |                |              |              |             |             |  |
| Inscrits | Inscrits                 | Inscrits       | 41 350       | 100,00       | 41 350      | 100,00      |  |
| Abstentions | Abstentions              | Abstentions    | 21 052       | 50,91        | 21 250      | 51,39       |  |
| Votants | Votants                  | Votants        | 20 298       | 49,09        | 20 100      | 48,61       |  |
| Blancs et nuls | Blancs et nuls           | Blancs et nuls | 559          | 2,75         | 1 092       | 5,43        |  |
| Exprimés | Exprimés                 | Exprimés       | 19 739       | 97,25        | 19 008      | 94,57       |  |
| Source : France, Ministère de l'intérieur. Les Elections législatives . Métropole., la Documentation française, 1974 (lire en ligne) |                          |                |              |              |             |             |  |

Bernard Fauliot était candidat d'un éphémère "Parti des travailleurs indépendants ", proche de l'organisation CID-UNATI.
André Planchet était suppléant de Pierre de Bénouville.
Philippe Simon était soutenu par Lutte ouvrière, la Ligue communiste et l'Alliance marxiste révolutionnaire.

### Élections de 1973
| Candidat                         | Candidat                           | Parti               | Premier tour | Premier tour | Second tour | Second tour |  |
| Candidat                         | Candidat                           | Parti               | Voix         | %            | Voix        | %           |  |
| -------------------------------- | ---------------------------------- | ------------------- | ------------ | ------------ | ----------- | ----------- |  |
|                                  | Pierre de Bénouville sortant réélu | UDR (URP)           | 11 999       | 39,38        | 16 429      | 56,22       |  |
|                                  | Georges Heckli                     | PCF                 | 6 421        | 21,07        | 12 792      | 43,78       |  |
|                                  | Stélio Farandjis                   | PS (UGSD)           | 5 285        | 17,34        | Retrait     | Retrait     |  |
|                                  | Bernard Tiélès                     | CR (MR)             | 3 738        | 12,27        |             |             |  |
|                                  | Daniel Patrigeon                   | PSU                 | 1 115        | 3,66         |             |             |  |
|                                  | Germaine Jeanneret                 | FN                  | 1 064        | 3,49         |             |             |  |
|                                  | Francis Chrétien                   | LO                  | 568          | 1,86         |             |             |  |
|                                  | Paul Antonini                      | Divers droite (PLF) | 282          | 0,93         |             |             |  |
|                                  |                                    |                     |              |              |             |             |  |
| Inscrits                         | Inscrits                           | Inscrits            | 38 457       | 100,00       | 38 421      | 100,00      |  |
| Abstentions                      | Abstentions                        | Abstentions         | 7 494        | 19,49        | 7 671       | 19,97       |  |
| Votants                          | Votants                            | Votants             | 30 963       | 80,51        | 30 750      | 80,03       |  |
| Blancs et nuls                   | Blancs et nuls                     | Blancs et nuls      | 491          | 1,59         | 1 529       | 4,97        |  |
| Exprimés                         | Exprimés                           | Exprimés            | 30 472       | 98,41        | 29 221      | 95,03       |  |
| Source : Data.gouv.fr et CEVIPOF |                                    |                     |              |              |             |             |  |

André Planchet, directeur commercial, était le suppléant de Pierre de Bénouville.

### Élections de 1978
| Candidat       | Candidat                           | Parti                | Premier tour | Premier tour | Second tour | Second tour |  |
| Candidat       | Candidat                           | Parti                | Voix         | %            | Voix        | %           |  |
| -------------- | ---------------------------------- | -------------------- | ------------ | ------------ | ----------- | ----------- |  |
|                | Pierre de Bénouville sortant réélu | RPR                  | 13 946       | 46,58        | 16 326      | 54,08       |  |
|                | Stélio Farandjis                   | PS                   | 6 512        | 21,75        | 13 860      | 45,92       |  |
|                | Frédérique Piel                    | PCF                  | 5 483        | 18,31        | Retrait     | Retrait     |  |
|                | Anne-Marie Vergès                  | Écologie 78          | 1 930        | 6,45         |             |             |  |
|                | Pascal Gauchon                     | PFN                  | 469          | 1,57         |             |             |  |
|                | Humbert Dumotier                   | LO                   | 335          | 1,12         |             |             |  |
|                | Guy Sermet                         | LCR (PSPT)           | 300          | 1            |             |             |  |
|                | Jean Castrillo                     | FN                   | 225          | 0,75         |             |             |  |
|                | Gaston Varin                       | UGP                  | 223          | 0,74         |             |             |  |
|                | Jacques Bayon                      | Divers gauche        | 191          | 0,64         |             |             |  |
|                | Patrice Boland                     | Divers               | 136          | 0,45         |             |             |  |
|                | Lydie Basin                        | Divers droite (RUC)  | 129          | 0,43         |             |             |  |
|                | Gilbert Rey                        | UOPDP                | 59           | 0,2          |             |             |  |
|                | Henri Carton                       | Divers droite (UNMP) | 2            | 0,01         |             |             |  |
|                |                                    |                      |              |              |             |             |  |
| Inscrits       | Inscrits                           | Inscrits             | 36 901       | 100,00       | 36 904      | 100,00      |  |
| Abstentions    | Abstentions                        | Abstentions          | 6 557        | 17,77        | 6 043       | 16,37       |  |
| Votants        | Votants                            | Votants              | 30 344       | 82,23        | 30 861      | 83,63       |  |
| Blancs et nuls | Blancs et nuls                     | Blancs et nuls       | 404          | 1,33         | 675         | 2,19        |  |
| Exprimés       | Exprimés                           | Exprimés             | 29 940       | 98,67        | 30 186      | 97,81       |  |

André Planchet, conseiller de Paris, était le suppléant de Pierre de Bénouville.

### Élections législatives de 1981
| Candidat                                           | Candidat                           | Parti          | Premier tour | Premier tour | Second tour | Second tour |  |
| Candidat                                           | Candidat                           | Parti          | Voix         | %            | Voix        | %           |  |
| -------------------------------------------------- | ---------------------------------- | -------------- | ------------ | ------------ | ----------- | ----------- |  |
|                                                    | Pierre de Bénouville sortant réélu | app. RPR (UNM) | 11 494       | 48,49        | 12 862      | 50,10       |  |
|                                                    | Stélio Farandjis                   | PS             | 9 228        | 38,93        | 12 808      | 49,89       |  |
|                                                    | Joseph Ben Kemoun                  | PCF            | 2 204        | 9,30         |             |             |  |
|                                                    | Jean-Claude Nogrette               | LO             | 394          | 1,66         |             |             |  |
|                                                    | Christian Tremblay                 | MDD            | 384          | 1,62         |             |             |  |
|                                                    | Rémi Dupuy                         | PFN            | 1            | 0,00         |             |             |  |
|                                                    | Claude Charrant                    | FN             | 0            | 0,00         |             |             |  |
|                                                    |                                    |                |              |              |             |             |  |
| Inscrits                                           | Inscrits                           | Inscrits       | 34 921       | 100,00       | 34 921      | 100,00      |  |
| Abstentions                                        | Abstentions                        | Abstentions    | 10 983       | 31,45        | 8 946       | 25,62       |  |
| Votants                                            | Votants                            | Votants        | 23 938       | 68,55        | 25 975      | 74,38       |  |
| Blancs et nuls                                     | Blancs et nuls                     | Blancs et nuls | 233          | 0,97         | 305         | 1,17        |  |
| Exprimés                                           | Exprimés                           | Exprimés       | 23 705       | 99,03        | 25 670      | 98,83       |  |
| Source : Data.gouv.fr et Sud-Ouest du 17 juin 1981 |                                    |                |              |              |             |             |  |

Le suppléant de Pierre de Bénouville était Lucien Vidal, administrateur civil.
L'élection est annulée par le conseil constitutionnel au motif d'irrégularités au second tour. Des affiches furent placardées après la clôture de la campagne, la veille du scrutin, aux abords des bureaux de vote. Adressées aux soutiens de Michel Jobert, elles appelaient à voter Pierre de Bénouville, alors que Christian Tremblay du MDD, avait donné comme consigne de vote d'élire Stélio Farandjis. Cette manœuvre fut décrite comme confuse et ayant eu un effet sur les résultats, l'écart entre les deux candidats n'étant après recompte que de 48 voix.

### Élection législative partielle de 1982
|                                      | Pierre de Bénouville sortant réélu | RPR               | 12 002 | 57,17  |  |  |  |
|                                      | Stélio Farandjis                   | PS (PCF, MRG)     | 8 135  | 38,75  |  |  |  |
|                                      | Catherine Bonnel                   | Divers écologiste | 483    | 2,30   |  |  |  |
|                                      | Thierry Rogister                   | FN                | 202    | 0,96   |  |  |  |
|                                      | Jean-Louis Croquet                 | Divers            | 170    | 0,80   |  |  |  |
|                                      |                                    |                   |        |        |  |  |  |
| Inscrits                             | Inscrits                           | Inscrits          | 34 814 | 100,00 |  |  |  |
| Abstentions                          | Abstentions                        | Abstentions       | 13 606 | 39,08  |  |  |  |
| Votants                              | Votants                            | Votants           | 21 208 | 60,92  |  |  |  |
| Blancs et nuls                       | Blancs et nuls                     | Blancs et nuls    | 216    | 1,02   |  |  |  |
| Exprimés                             | Exprimés                           | Exprimés          | 20 992 | 98,98  |  |  |  |
| Source : Le Monde du 19 janvier 1982 |                                    |                   |        |        |  |  |  |